# Distrito de San Martín (Barcelona)
El distrito de San Martín (en catalán y oficialmente districte de Sant Martí) es el décimo de los diez distritos en que se divide administrativamente la ciudad de Barcelona. Se sitúa en el límite noreste de la ciudad, y limita con el municipio de San Adrián del Besós, y los distritos de Ciudad Vieja, Ensanche, Horta-Guinardó y San Andrés. Comprende la mayor parte del territorio que le da nombre, el antiguo municipio de San Martín de Provensals.
Es el segundo distrito más poblado con 242 752 habitantes (2023), cuarto en extensión (10,8 km²) -aunque segundo en extensión urbanizada-  y sexto en densidad con casi 24 000 hab./km².
El territorio se asienta sobre el llano de Barcelona en su vertiente litoral. La altura media ronda los 15 m superando los 20m en el área más septentrional. Antiguamente discurrían por la zona rieras y torrentes (Riera del Notari, torrente de Milans, Torrente del Bogatell, Torrente de la Guineu, Riera de Horta...) que procedían de las aguas de Collserola y que, en la actualidad, dan nombre a calles y otros topónimos de las zonas que los cubrieron.

## Historia
Hasta 1716, San Martín de Provensals fue una parroquia bajo la jurisdicción de Santa María del Mar. A partir de esa fecha y como consecuencia del Decreto de Nueva Planta se convirtió en un municipio independiente hasta 1897, cuando fue agregado a la ciudad de Barcelona.

## Distrito 22@

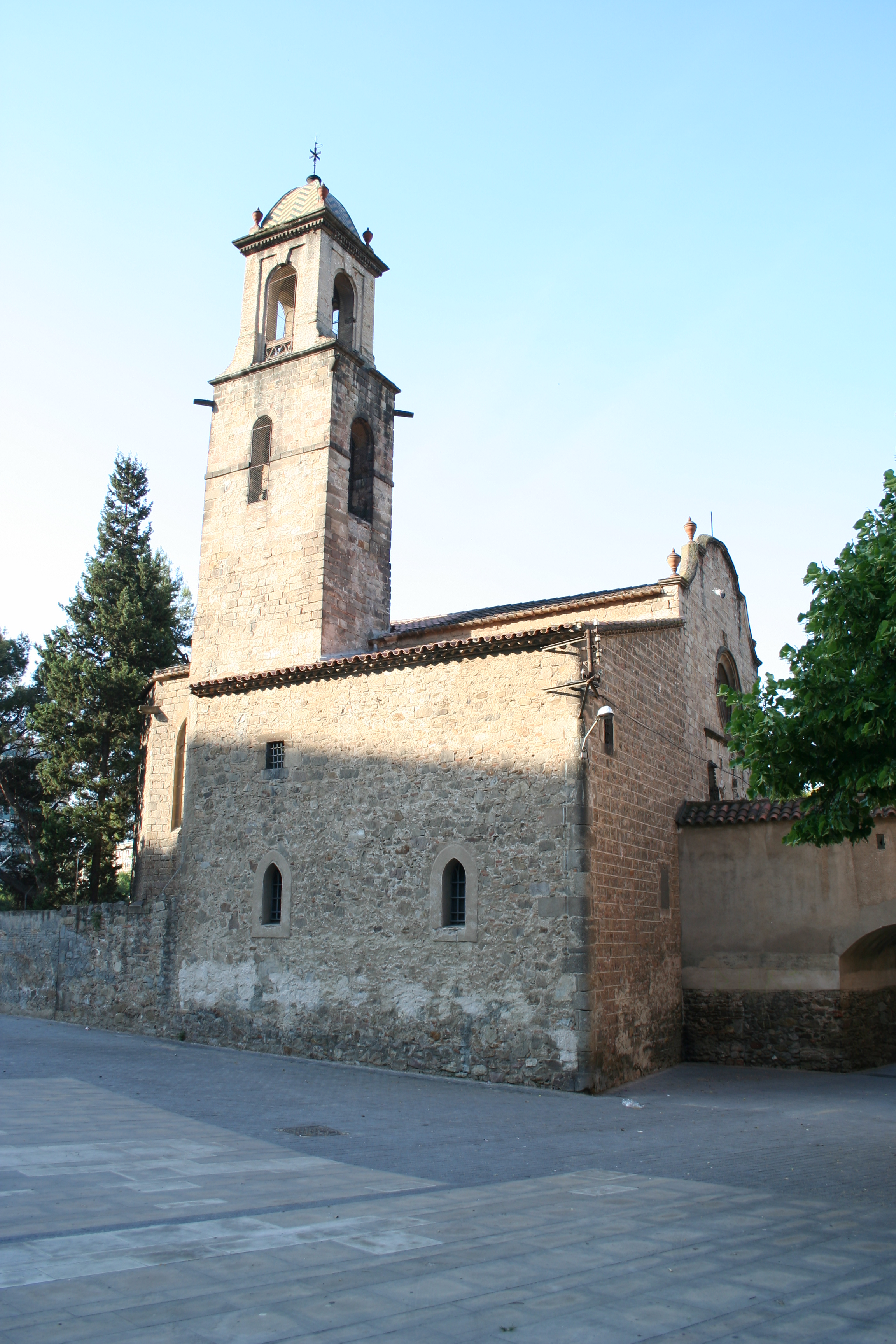
La iglesia parroquial de San Martín de Provençals da nombre al distrito.

22@Barcelona surge el año 2000 como una iniciativa del Ayuntamiento de Barcelona para transformar 200 hectáreas de suelo industrial del barrio del Pueblo Nuevo en un distrito productivo innovador con espacios modernos para la concentración estratégica de actividades intensivas en conocimiento. 
Para alcanzar este objetivo, se crea un nuevo modelo de ciudad compacta, donde las empresas más innovadoras conviven con universidades, centros de investigación, de formación y de transferencia de tecnología, así como viviendas, equipamientos y zonas verdes. De esta manera, se define un nuevo modelo económico basado en el desarrollo de cinco clusters sectoriales: media, TIC (tecnologías de la información y la comunicación), energía, diseño y tecnologías médicas, y en la ejecución de diversos proyectos estratégicos que facilitan el crecimiento de las empresas, la creatividad, el networking, la atracción y retención de talento y el acceso a la innovación y la tecnología, entre otros. 
Desde el año 2001 ya se han ubicado más de 4500 nuevas empresas, como Yahoo! I+D, Mediapro, Microsoft, Sanofi-Aventis, Groupalia, T-Systems, Barcelona TV, Tiquetmaster, RBA, CAC Capgemini, Schneider Electric, Vistaprint, EURECAT o Indra, entre otros, dando lugar a más de 56000 nuevos puestos de trabajo[cita requerida].

## Barrios

Barrios del distrito.

Antes de 2006 el distrito se dividía en cinco zonas a efectos estadísticos (Zonas Estadísticas) y prácticos: La Verneda al norte, El Clot al oeste, Fort Pius o Parc (por su cercanía al parque de la Ciudadela) hacia el sur, el Pueblo Nuevo en el centro orientado al mar y El Besós y el Maresme hacia el este. Cada uno se sitúa en áreas limítrofes del distrito y presentan ciertas diferencias significativas en su urbanismo.
La propuesta presentada y oficializada por el ayuntamiento en 2006 «La Barcelona dels barris» (lit. La Barcelona de los barrios)- sobre la reordenación de los barrios vertebra el distrito en 10 barrios y 34 zonas estadísticas.
- El Campo del Arpa del Clot
- El Clot
- El Parc i la Llacuna del Poblenou
- La Vila Olímpica del Poblenou
- Pueblo Nuevo
- Diagonal Mar i el Front Marítim del Poblenou
- El Besós y el Maresme
- Provençals del Poblenou
- San Martí de Provençals
- La Verneda y la Pau

## Patrimonio
- Acequia Condal
- Castillo del Campo de la Bota
- Parque de Diagonal Mar
- Parque del Centro del Poblenou
- Torre Agbar
- Cementerio de Pueblo Nuevo